# Dècada del 490 aC

## Esdeveniments
- Guerres Mèdiques
- Les odes en grec més antigues conservades daten d'aquesta època
- Es crea el càrrec de l'edil romà

## Personatges destacats
- Milcíades el Jove
- Alexandre I de Macedònia
- Píndar
- Darios I el Gran